# Oswalt Kolle: Zum Beispiel Ehebruch
Oswalt Kolle: Zum Beispiel Ehebruch ist ein deutscher Aufklärungsfilm von Alexis Neve aus dem Jahr 1969. Das Drehbuch schrieb Oswalt Kolle.

## Handlung
Im Gespräch mit dem Psychologen Helmut Kentler erläutert der Autor Oswalt Kolle zunächst das Anliegen des Films. Er wendet sich dabei gegen die Auffassung, der Seitensprung einer Frau sei mit anderen Maßstäben zu messen als der eines Mannes. Zum anderen behauptet Kolle, dass Untreue unter Umständen gerade zur Rettung einer Ehe beitragen kann.
Sabine und der Bankkaufmann Wolfgang sind seit zwei Jahren verheiratet. Als Wolfgang sich auf einen Flirt mit der Bankangestellten Brigitte einlässt, erfährt seine Frau davon und zwingt ihn zum Geständnis. Da er ihr nicht klarzumachen versteht, dass seine Liebe zu ihr durch den Seitensprung noch tiefer geworden sei, verlässt er schließlich die Wohnung. Als er in der Nacht überraschend zurückkehrt, erkennt auch seine Frau, dass ihre Ehe sich gerade in der Krise bewähren muss.
In der Ehe zwischen Barbara und Klaus ist nach der Geburt des ersten Kindes immer mehr der Alltag eingekehrt. Nach der Hochzeit ihrer Freundin hat Barbara mit deren jugendlichem Bruder im Rausch eine Affäre. Als sie ihrem Ehemann freiwillig den Fehltritt gesteht, ist dieser empört. Die Episode endet mit der Frage, ob sich Klaus jemals zu der nötigen Toleranz überwinden werde, ohne die jede Ehe scheitern müsse.

## Produktionsnotizen
Die Kirchenvertreter in der FSK erreichten zunächst ein vorläufiges Verbot des Films mit der Begründung, er biete „eine totale Verharmlosung des Ehebruchs“ und die „vorgeführten Koitusszenen“ seien von „penetranter Ausführlichkeit“. Die letzte Instanz gab den Film aber frei mit der Begründung, es werde „ausdrücklich gesagt und gezeigt, daß der Ehebruch eine Gefährdung der Ehe mit sich bringt“. Die Diskussionen um den Film erwiesen sich letztlich als gute Publicity. In der Schweiz überließ die Baseler Filmkommission aus Unsicherheit über die Beurteilungsmaßstäbe die Entscheidung dem Staatsanwalt.
Die Uraufführung erfolgte am 26. September 1969. Das Werk wurde an den Kinokassen der Bundesrepublik zum erfolgreichsten Film des Jahres 1969.

## Auszeichnungen
- Goldene Leinwand

## Kritiken
In einer Besprechung des Films in der Frankfurter Allgemeinen Zeitung vom 6. Oktober 1969 setzte sich Wilfried Wiegand grundsätzlich mit Kolles Eheverständnis auseinander. In beiden Geschichten gehe es um rein sexuellen Ehebruch, der noch dazu jeweils von unverheirateten und minderjährigen Partnern ausgelöst worden sei. Kolles Philosophie komme „nur durch den Rückgriff auf ein in der Psychologie längst überwundenes mechanisches Menschenbild zustande.“ Was er für den gesicherten Ausgangspunkt halte, „hätte er zum Thema machen müssen – wenn er objektiv ein Aufklärer wäre. Daß er es nicht ist, liegt an seinem völligen Nichtbegreifen sozialer Bedingtheiten psychischen Verhaltens.“
Unter einem etwas anderen Aspekt brachte ein Kommentar in der Hannoverschen Allgemeine Zeitung vom 11. Oktober 1969 das Misstrauen in Kolles Aufklärungsabsichten zum Ausdruck. Der Anspruch des Autors und die dann gezeigten Szenen aus dem Leben zweier Paare gingen weit auseinander: „Das aufklärerische Pathos geht in Wolken von Liebesszenen unter, an deren Selbstzweck man kaum zweifeln kann. Vorher wie nachher sind beide Paare einigermaßen glücklich, und man fragt sich warum.“
Noch deutlicher widersprach das Lexikon des Internationalen Films dem „‚Aufklärungsfilm‘ des Scheinpsychologen Kolle“, der glaubhaft zu machen versuche, dass eheliche Treue eine Überforderung darstelle: „Sein romantisierend-verkitschter Film erhebt den Anspruch, Lebenshilfe anzubieten. Seine innere Verlogenheit dokumentiert sich in der sträflichen psychologischen Simplifizierung und im krassen Widerspruch zwischen Kommentar und Bild.“